# Gerson Vieira
Gerson Fraga Vieira, meglio noto come Gerson (Porto Alegre, 4 ottobre 1992), è un calciatore brasiliano, difensore del Tai Po.

## Palmarès

### Club

#### Competizioni nazionali
- Campeonato Brasileiro Série C: 1

Oeste: 2012
- Campionato tanzaniano: 2

Simba: 2019-2020, 2020-2021